# باشگاه فوتبال کلوب بروژ
باشگاه فوتبال کلوب بروژ (به هلندی: .Club Brugge K.V) یا کلوب بروخه، یک باشگاه حرفه‌ای فوتبال در لیگ برتر بلژیک است که در شهر بروخه در کشور بلژیک قرار دارد. این باشگاه در سال ۱۸۹۱ تأسیس شده‌است و بازی‌های خانگی این تیم در ورزشگاه یان برایدل با ظرفیت ۲۹٬۰۶۲ نفر برگزار می‌شود.
کلوب بروژ یکی از برجسته‌ترین تیم‌های فوتبال بلژیک است؛ آن‌ها با کسب ۱۵ عنوان قهرمانی لیگ برتر بلژیک، دومین تیم پر افتخار پس از اندرلشت در این جام هستند.
آن‌ها به‌طور مشترک با سرکل بروخه، تیم همشهری خود، از ورزشگاه یان برایدل استفاده می‌کنند. کلوب بروخه در طول تاریخ طولانی خود، به موفقیت‌های اروپایی هم دست یافته‌است؛ رسیدن به دو فینال و دو نیمه نهایی اروپایی، حاصل کار آن‌ها بوده‌است. آن‌ها تنها باشگاه بلژیکی هستند که در فینال جام باشگاه‌های اروپا به میدان رفته‌است؛ کلوب بروخه در سال ۱۹۷۸ به فینال جام باشگاه‌های اروپا راه یافت اما مقابل لیورپول شکست خورد. آن‌ها همچنین در فینال جام یوفا ۱۹۷۶ هم مقابل لیورپول شکست خوردند. کلوب بروژ با ۲۰ دوره حضور متوالی در لیگ اروپا، در این زمینه رکورد دار است. آن‌ها همچنین با کسب ۱۱ عنوان قهرمانی جام حذفی بلژیک و ۱۵ عنوان قهرمانی سوپر جام بلژیک، در این دو جام رکورد دار هستند.

## افتخارات

### داخلی
- لیگ برتر فوتبال بلژیک قهرمان: ۱۵

۱۹۱۹–۲۰، ۱۹۷۲–۷۳، ۱۹۷۵–۷۶، ۱۹۷۶–۷۷، ۱۹۷۷–۷۸، ۱۹۷۹–۸۰، ۱۹۸۷–۸۸، ۱۹۸۹–۹۰، ۱۹۹۱–۹۲، ۱۹۹۵–۹۶، ۱۹۹۷–۹۸، ۲۰۰۲–۰۳، ۲۰۰۴–۰۵، ۲۰۱۶–۱۷، ۲۰۱۷–۱۸
- لیگ برتر فوتبال بلژیک نایب قهرمانی: ۲۳

۱۸۹۸–۹۹، ۱۸۹۹–۰۰، ۱۹۰۵–۰۶، ۱۹۰۹–۱۰، ۱۹۱۰–۱۱، ۱۹۶۶–۶۷، ۱۹۶۷–۶۸، ۱۹۶۹–۷۰، ۱۹۷۰–۷۱، ۱۹۷۱–۷۲، ۱۹۸۴–۸۵، ۱۹۸۵–۸۶، ۱۹۹۳–۹۴، ۱۹۹۶–۹۷، ۱۹۹۸–۹۹، ۱۹۹۹–۰۰، ۲۰۰۰–۰۱، ۲۰۰۱–۰۲، ۲۰۰۳–۰۴، ۲۰۱۱–۱۲، ۱۵–۲۰۱۴، ۱۷–۲۰۱۶، ۱۹–۲۰۱۸
- جام حذفی فوتبال بلژیک قهرمان: ۱۱

۱۹۶۷–۶۸، ۱۹۶۹–۷۰، ۱۹۷۶–۷۷، ۱۹۸۵–۸۶، ۱۹۹۰–۹۱، ۱۹۹۴–۹۵، ۱۹۹۵–۹۶، ۲۰۰۱–۰۲، ۲۰۰۳–۰۴، ۲۰۰۶–۰۷، ۱۵–۲۰۱۴
- سوپر جام فوتبال بلژیک قهرمان: ۱۵

۱۹۸۰، ۱۹۸۶، ۱۹۸۸، ۱۹۹۰، ۱۹۹۱، ۱۹۹۲، ۱۹۹۴، ۱۹۹۶، ۱۹۹۸، ۲۰۰۲، ۲۰۰۳، ۲۰۰۴، ۲۰۰۵، ۲۰۱۶، ۲۰۱۸

### بین‌المللی
- لیگ قهرمانان اروپا نایب قهرمان: ۱

۱۹۷۷–۷۸
- جام یوفا نایب قهرمان: ۱

۱۹۷۵–۷۶